# Masksnigel
Masksnigel (Boettgerilla pallens) är en snäckart som beskrevs av Heinrich Rudolf Simroth 1912. Masksnigel ingår i släktet Boettgerilla, och familjen masksniglar. Arten är reproducerande i Sverige.

## Bildgalleri

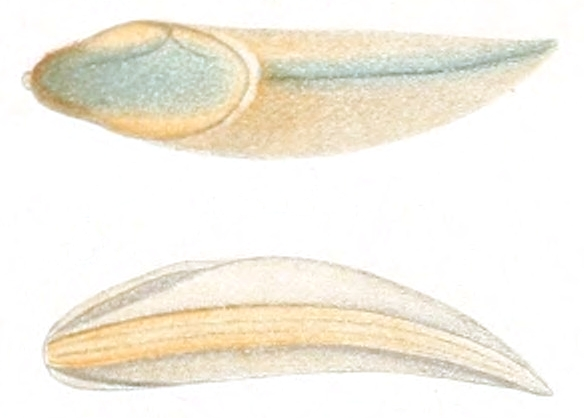
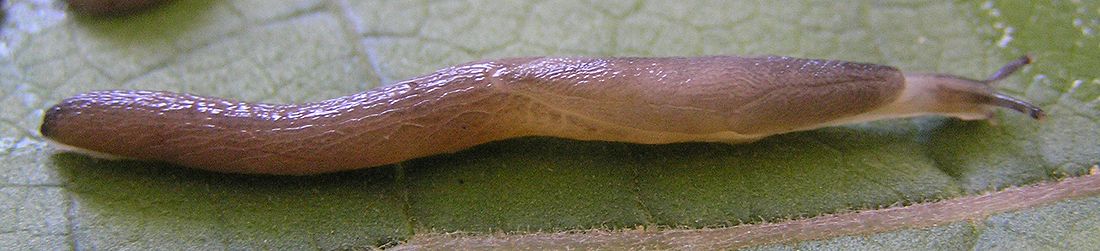